# قلعه حوض غلام کش
قلعه حوض غلام کش مربوط به سدهٔ ۷ و ۸ ه.ق است و در شهرستان بیرجند، برفراز یکی از قلل رشته کوه باقران واقع شده و این اثر در تاریخ ۲۷ مرداد ۱۳۸۲ با شمارهٔ ثبت ۹۶۰۶ به‌عنوان یکی از آثار ملی ایران به ثبت رسیده است.